# Temo Sadzjaia
Temo Sadjzaia (georgiska: თემო საჯაია) född 30 maj 1988 i Tbilisi, är en georgisk musiker.
År 2009 deltog Sadzjaia i den georgiska talangjakten Star Academy i Rustavi 2. I februari 2011 deltog Sadzjaia i den georgiska nationella uttagningen till Eurovision Song Contest 2011, med låten "Dzjariskatsis simghera". Med låten vann han inte finalen, vilken vanns av Eldrine.

### Fotnoter
1. ↑  ”Arkiverade kopian”. Arkiverad från originalet den 16 februari 2011. https://web.archive.org/web/20110216132957/http://esctoday.com/news/read/16760. Läst 13 februari 2011.
2. ↑  http://www.eurovision-georgia.ge/national_contest/TemoSajaia.aspx?LanguageID=2